# مقاطعة براشوف
مقاطعة براشوف (بالإنجليزية: Brașov County) هي مقاطعة في رومانيا، تتبع رومانيا، بلغ عدد سكانها 265٬414 نسمة، في 1930، عاصمتها براشوف، تبلغ مساحتها 5٬363 كيلومتر مربع.

## التقسيمات الإدارية
- براشوف
- Ghimbav [الإنجليزية]‏
- Codlea [الإنجليزية]‏
- Făgăraș [الإنجليزية]‏
- بريديال
- Râșnov [الإنجليزية]‏
- Rupea [الإنجليزية]‏
- Săcele [الإنجليزية]‏
- Victoria, Brașov [الإنجليزية]‏
- Zărnești [الإنجليزية]‏
- Apața [الإنجليزية]‏
- Beclean, Brașov [الإنجليزية]‏
- Bod, Brașov [الإنجليزية]‏
- بران (رومانيا)
- Budila [الإنجليزية]‏
- Bunești, Brașov [الإنجليزية]‏
- Cața [الإنجليزية]‏
- Cincu [الإنجليزية]‏
- Comăna [الإنجليزية]‏
- Cristian, Brașov [الإنجليزية]‏
- Dumbrăvița, Brașov [الإنجليزية]‏
- Feldioara [الإنجليزية]‏
- Fundata [الإنجليزية]‏
- Hărman [الإنجليزية]‏
- Hoghiz [الإنجليزية]‏
- Homorod, Brașov [الإنجليزية]‏
- Jibert [الإنجليزية]‏
- ليسا (براشوف)
- Măieruș [الإنجليزية]‏
- Mândra [الإنجليزية]‏
- Moieciu [الإنجليزية]‏
- Părău [الإنجليزية]‏
- Recea, Brașov [الإنجليزية]‏
- Șercaia [الإنجليزية]‏
- Șinca [الإنجليزية]‏
- Sânpetru [الإنجليزية]‏
- Șoarș [الإنجليزية]‏
- Tărlungeni [الإنجليزية]‏
- Teliu [الإنجليزية]‏
- Ticușu [الإنجليزية]‏
- فاما بوزفالوي
- Voila, Brașov [الإنجليزية]‏
- Vulcan, Brașov [الإنجليزية]‏
- Șinca Nouă [الإنجليزية]‏
- Crizbav [الإنجليزية]‏
- Sâmbăta de Sus [الإنجليزية]‏
- Holbav [الإنجليزية]‏
- Drăguș [الإنجليزية]‏
- أوغستين
- Hălchiu [الإنجليزية]‏
- Hârseni [الإنجليزية]‏
- Ormeniș [الإنجليزية]‏
- Poiana Mărului [الإنجليزية]‏
- Prejmer [الإنجليزية]‏
- Racoș [الإنجليزية]‏
- Ucea [الإنجليزية]‏
- Ungra [الإنجليزية]‏
- Viștea [الإنجليزية]‏.